# VTR Open
A VTR Open minden év január–februárjában megrendezett tenisztorna a chilei Viña del Marban.
Az ATP 250 Series tornák közé tartozik, összdíjazása 496 000 dollár. A versenyen 32 versenyző vehet részt.
A mérkőzéseket szabadtéri, salakos pályákon játsszák, 1993 óta.

## Győztesek

### Egyéni
| Év                | Győztes                     | Ellenfél a döntőben         | Eredmény a döntőben |
| Santiago de Chile | Santiago de Chile           | Santiago de Chile           | Santiago de Chile   |
| ----------------- | --------------------------- | --------------------------- | ------------------- |
| 1993              | Javier Frana                | Emilio Sánchez              | 7-5, 3-6, 6-3       |
| 1994              | Alberto Berasategui         | Francisco Clavet            | 6-3, 6-4            |
| 1995              | Sláva Doseděl               | Marcelo Ríos                | 7-6(3), 6-3         |
| 1996              | Hernán Gumy                 | Marcelo Ríos                | 6-4, 7-5            |
| 1997              | Julián Alonso               | Marcelo Ríos                | 6-2, 6-1            |
| 1998              | Francisco Clavet            | Younes El Aynaoui           | 6-2, 6-4            |
| 1999              | elmaradt                    | elmaradt                    | elmaradt            |
| 2000              | Gustavo Kuerten             | Mariano Puerta              | 7-6(3), 6-3         |
| Viña del Mar      |                             |                             |                     |
| 2001              | Guillermo Coria             | Gastón Gaudio               | 4-6, 6-2, 7-5       |
| 2002              | Fernando González Ciuffardi | Nicolás Lapentti            | 6-3, 6-7(5), 7-6(4) |
| 2003              | David Sánchez               | Marcelo Ríos                | 1-6, 6-3, 6-3       |
| 2004              | Fernando González Ciuffardi | Gustavo Kuerten             | 7-5, 6-4            |
| 2005              | Gastón Gaudio               | Fernando González Ciuffardi | 6-3, 6-4            |
| 2006              | José Acasuso                | Nicolás Massú               | 6-4, 6-3            |
| 2007              | Luis Horna                  | Nicolás Massú               | 7-5, 6-3            |
| 2008              | Fernando González Ciuffardi | Juan Mónaco                 | visszalépett        |
| 2009              | Fernando González Ciuffardi | José Acasuso                | 6-1, 6-3            |
| Santiago de Chile |                             |                             |                     |
| 2010              | Thomaz Bellucci             | Juan Mónaco                 | 6-2, 0-6, 6-4       |
| 2011              | Tommy Robredo               | Santiago Giraldo            | 6-2, 2-6, 7-6(5)    |
| Viña del Mar      |                             |                             |                     |
| 2012              | Juan Mónaco                 | Carlos Berlocq              | 6-3, 6-7(1), 6-1    |

### Páros
| Santiago de Chile | Santiago de Chile                     | Santiago de Chile                       | Santiago de Chile   |
| Év                | Győztesek                             | Ellenfelek a döntőben                   | Eredmény a döntőben |
| ----------------- | ------------------------------------- | --------------------------------------- | ------------------- |
| 1993              | Mike Bauer / David Rikl               | Christer Allgardh / Brian Devening      | 7-6, 6-4            |
| 1994              | Karel Nováček / Mats Wilander         | Tomás Carbonell / Francisco Roig        | 4-6, 7-6, 7-6       |
| 1995              | Jiří Novák / David Rikl               | Shelby Cannon / Francisco Montana       | 6-4, 4-6, 6-1       |
| 1996              | Fernando Meligeni / Gustavo Kuerten   | Dinu Pescariu / Albert Portas           | 6-4, 6-2            |
| 1997              | Hendrik Jan Davids / Andrew Kratzmann | Julián Alonso / Nicolás Lapentti        | 7-6, 5-7, 6-4       |
| 1998              | Mariano Hood / Sebastián Prieto       | Massimo Bertolini / Devin Bowen         | 7-6, 6-7, 7-6       |
| 1999              | elmaradt                              | elmaradt                                | elmaradt            |
| 2000              | Gustavo Kuerten / Antonio Prieto      | Lan Bale / Piet Norval                  | 6-2, 6-4            |
| Viña del Mar      |                                       |                                         |                     |
| 2001              | Lucas Arnold Ker / Tomás Carbonell    | Mariano Hood / Sebastián Prieto         | 6-4, 2-6, 6-3       |
| 2002              | Gastón Etlis / Martín Rodríguez       | Lucas Arnold Ker / Luis Lobo            | 6-3, 6-4            |
| 2003              | Agustín Calleri / Mariano Hood        | František Čermák / Leoš Friedl          | 6-3, 1-6, 6-4       |
| 2004              | Juan Ignacio Chela / Gastón Gaudio    | Nicolás Lapentti / Martín Rodríguez     | 7-6(2), 7-6(3)      |
| 2005              | David Ferrer / Santiago Ventura       | Gastón Etlis / Martín Rodríguez         | 6-3, 6-4            |
| 2006              | José Acasuso / Sebastián Prieto       | František Čermák / Leoš Friedl          | 7-6(2), 6-4         |
| 2007              | Paul Capdeville / Óscar Hernández     | Álbert Montañés / Rubén Ramírez Hidalgo | 4-6, 6-4, 10-6      |
| 2008              | José Acasuso / Sebastián Prieto       | Máximo González / Juan Mónaco           | 6-1, 3-0, feladták  |
| 2009              | Pablo Cuevas / Brian Dabu             | Frantisek Cermak / Michal Mertinak      | 6-3, 6-3            |
| Santiago de Chile |                                       |                                         |                     |
| 2010              | Łukasz Kubot / Oliver Marach          | Potito Starace / Horacio Zeballos       | 6–4, 6–0            |
| 2011              | Marcelo Melo / Bruno Soares           | Łukasz Kubot / Oliver Marach            | 6–3, 7–6(3)         |
| Viña del Mar      |                                       |                                         |                     |
| 2012              | Daniel Gimeno-Traver / Frederico Gil  | Pablo Andujar / Carlos Berlocq          | 1–6, 7–5, [12-10]   |